# Mohamed Amine Ben Amor
Mohamed Amine Ben Amor (Susa, 3 maggio 1992) è un calciatore tunisino, centrocampista dell'Étoile du Sahel.

## Carriera

### Club
Ha sempre giocato nel campionato tunisino.

### Nazionale
Con la maglia della Nazionale tunisina ha esordito nel 2015 ed è stato successivamente convocato per la Coppa d'Africa del 2017.

## Statistiche

### Cronologia presenze e reti in nazionale
| Cronologia completa delle presenze e delle reti in nazionale ― Tunisia | Cronologia completa delle presenze e delle reti in nazionale ― Tunisia | Cronologia completa delle presenze e delle reti in nazionale ― Tunisia | Cronologia completa delle presenze e delle reti in nazionale ― Tunisia | Cronologia completa delle presenze e delle reti in nazionale ― Tunisia | Cronologia completa delle presenze e delle reti in nazionale ― Tunisia | Cronologia completa delle presenze e delle reti in nazionale ― Tunisia | Cronologia completa delle presenze e delle reti in nazionale ― Tunisia |
| Data                                                                   | Città                                                                  | In casa                                                                | Risultato                                                              | Ospiti                                                                 | Competizione                                                           | Reti                                                                   | Note                                                                   |
| ---------------------------------------------------------------------- | ---------------------------------------------------------------------- | ---------------------------------------------------------------------- | ---------------------------------------------------------------------- | ---------------------------------------------------------------------- | ---------------------------------------------------------------------- | ---------------------------------------------------------------------- | ---------------------------------------------------------------------- |
| 15-6-2015                                                              | Casablanca                                                             | Marocco                                                                | 1 – 1                                                                  | Tunisia                                                                | Qual. Campionato delle Nazioni Africane 2016                           | -                                                                      | 65’                                                                    |
| 19-10-2015                                                             | Radès                                                                  | Tunisia                                                                | 1 – 0                                                                  | Libia                                                                  | Q. Campionato delle Nazioni Africane 2016                              | -                                                                      | 77’                                                                    |
| 18-1-2016                                                              | Kigali                                                                 | Tunisia                                                                | 2 – 2                                                                  | Guinea                                                                 | Campionato delle Nazioni Africane 2016 - 1º turno                      | -                                                                      |                                                                        |
| 22-1-2016                                                              | Kigali                                                                 | Tunisia                                                                | 1 – 1                                                                  | Nigeria                                                                | Campionato delle Nazioni Africane 2016 - 1º turno                      | -                                                                      | 45’                                                                    |
| 26-1-2016                                                              | Kigali                                                                 | Niger                                                                  | 0 – 5                                                                  | Tunisia                                                                | Campionato delle Nazioni Africane 2016 - 1º turno                      | 1                                                                      |                                                                        |
| 31-1-2016                                                              | Kigali                                                                 | Tunisia                                                                | 1 – 2                                                                  | Mali                                                                   | Campionato delle Nazioni Africane 2016 - Quarti di finale              | -                                                                      |                                                                        |
| 25-3-2016                                                              | Monastir                                                               | Tunisia                                                                | 1 – 0                                                                  | Togo                                                                   | Qual. Coppa d'Africa 2017                                              | -                                                                      | 46’                                                                    |
| 29-3-2016                                                              | Lomé                                                                   | Togo                                                                   | 0 – 0                                                                  | Tunisia                                                                | Qual. Coppa d'Africa 2017                                              | -                                                                      |                                                                        |
| 3-6-2016                                                               | Gibuti                                                                 | Gibuti                                                                 | 0 – 3                                                                  | Tunisia                                                                | Qual. Coppa d'Africa 2017                                              | -                                                                      |                                                                        |
| 4-9-2016                                                               | Monastir                                                               | Tunisia                                                                | 4 – 1                                                                  | Liberia                                                                | Qual. Coppa d'Africa 2017                                              | -                                                                      |                                                                        |
| 9-10-2016                                                              | Monastir                                                               | Tunisia                                                                | 2 – 0                                                                  | Guinea                                                                 | Qual. Mondiali 2018                                                    | -                                                                      |                                                                        |
| 11-11-2016                                                             | Bologhine                                                              | Libia                                                                  | 0 – 1                                                                  | Tunisia                                                                | Qual. Mondiali 2018                                                    | -                                                                      |                                                                        |
| 15-11-2016                                                             | Gabès                                                                  | Tunisia                                                                | 0 – 0                                                                  | Mauritania                                                             | Amichevole                                                             | -                                                                      | 90+6’                                                                  |
| 19-1-2017                                                              | Franceville                                                            | Algeria                                                                | 1 – 2                                                                  | Tunisia                                                                | Coppa d'Africa 2017 - 1º turno                                         | -                                                                      |                                                                        |
| 23-1-2017                                                              | Libreville                                                             | Zimbabwe                                                               | 2 – 4                                                                  | Tunisia                                                                | Coppa d'Africa 2017 - 1º turno                                         | -                                                                      | 33’                                                                    |
| 28-1-2017                                                              | Libreville                                                             | Burkina Faso                                                           | 2 – 0                                                                  | Tunisia                                                                | Coppa d'Africa 2017 - Quarti di finale                                 | -                                                                      |                                                                        |
| 24-3-2017                                                              | Monastir                                                               | Tunisia                                                                | 0 – 1                                                                  | Camerun                                                                | Amichevole                                                             | -                                                                      |                                                                        |
| 28-3-2017                                                              | Marrakech                                                              | Marocco                                                                | 1 – 0                                                                  | Tunisia                                                                | Amichevole                                                             | -                                                                      | 77’                                                                    |
| 11-6-2017                                                              | Radès                                                                  | Tunisia                                                                | 1 – 0                                                                  | Egitto                                                                 | Qual. Coppa d'Africa 2019                                              | -                                                                      |                                                                        |
| 1-9-2017                                                               | Radès                                                                  | Tunisia                                                                | 2 – 1                                                                  | RD del Congo                                                           | Qual. Mondiali 2018                                                    | -                                                                      |                                                                        |
| 5-9-2017                                                               | Kinshasa                                                               | RD del Congo                                                           | 2 – 2                                                                  | Tunisia                                                                | Qual. Mondiali 2018                                                    | 1                                                                      |                                                                        |
| 7-10-2017                                                              | Conakry                                                                | Guinea                                                                 | 1 – 4                                                                  | Tunisia                                                                | Qual. Mondiali 2018                                                    | 1                                                                      |                                                                        |
| 11-11-2017                                                             | Tunisi                                                                 | Tunisia                                                                | 0 – 0                                                                  | Libia                                                                  | Qual. Mondiali 2018                                                    | -                                                                      | 71’                                                                    |
| 1-6-2018                                                               | Carouge                                                                | Tunisia                                                                | 2 – 2                                                                  | Turchia                                                                | Amichevole                                                             | -                                                                      | 53’                                                                    |
| 9-6-2018                                                               | Krasnodar                                                              | Tunisia                                                                | 0 – 1                                                                  | Spagna                                                                 | Amichevole                                                             | -                                                                      | 53’                                                                    |
| 23-3-2018                                                              | Tunisi                                                                 | Tunisia                                                                | 1 – 0                                                                  | Iran                                                                   | Amichevole                                                             | -                                                                      | 46’                                                                    |
| 18-6-2018                                                              | Volgograd                                                              | Tunisia                                                                | 1 – 2                                                                  | Inghilterra                                                            | Mondiali 2018 - 1º turno                                               | -                                                                      | 73’                                                                    |
| 9-9-2018                                                               | Manzini                                                                | eSwatini                                                               | 0 – 2                                                                  | Tunisia                                                                | Qual. Coppa d'Africa 2019                                              | -                                                                      | 89’                                                                    |
| 16-10-2018                                                             | Niamey                                                                 | Niger                                                                  | 1 – 2                                                                  | Tunisia                                                                | Qual. Coppa d'Africa 2019                                              | -                                                                      |                                                                        |
| 22-3-2019                                                              | Radès                                                                  | Tunisia                                                                | 4 – 0                                                                  | eSwatini                                                               | Qual. Coppa d'Africa 2019                                              | -                                                                      |                                                                        |
| 9-10-2020                                                              | Tunisi                                                                 | Tunisia                                                                | 3 – 0                                                                  | Sudan                                                                  | Amichevole                                                             | -                                                                      | 80’                                                                    |
| 13-10-2020                                                             | Abuja                                                                  | Nigeria                                                                | 1 – 1                                                                  | Tunisia                                                                | Amichevole                                                             | -                                                                      | 77’                                                                    |
| 13-11-2020                                                             | Radès                                                                  | Tunisia                                                                | 1 – 0                                                                  | Tanzania                                                               | Qual. Coppa d'Africa 2021                                              | -                                                                      | 88’                                                                    |
| 17-11-2020                                                             | Dar es Salaam                                                          | Tanzania                                                               | 1 – 1                                                                  | Tunisia                                                                | Qual. Coppa d'Africa 2021                                              | -                                                                      | 90+2’                                                                  |
| Totale                                                                 |                                                                        | Presenze                                                               | 34                                                                     |                                                                        | Reti                                                                   | 3                                                                      |                                                                        |